# Randi Bakke
Randi Nilsine Bakke, sposata Gjertsen (Oslo, 29 ottobre 1904 – Nesodden, 21 maggio 1984), è stata una pattinatrice artistica su ghiaccio norvegese. Insieme a Christen Christensen ha vinto il bronzo ai Campionati mondiali di pattinaggio di figura nel 1933 ed è stata otto volte campionessa nazionale norvegese.

## Risultati
Con Christen Christensen
| Evento                    | 1923 | 1929 | 1930 | 1931 | 1932 | 1933 | 1934 | 1935 | 1936 |
| ------------------------- | ---- | ---- | ---- | ---- | ---- | ---- | ---- | ---- | ---- |
| Giochi olimpici invernali |      |      |      |      |      |      |      |      | 15°  |
| Campionati mondiali       | 5°   |      |      |      |      | 3°   | 5°   |      |      |
| Campionati norvegesi      |      | 1°   | 1°   | 1°   | 1°   | 1°   | 1°   | 1°   | 1°   |